# 克里斯蒂安·麦卡弗里
克里斯蒂安·杰克逊·麦卡弗里（Christian Jackson McCaffrey，1996年6月7日—） ，美国美式橄榄球跑卫，现效力于全国橄榄球联盟（NFL）旧金山49人。
麦卡弗里大学时在斯坦福大学打球。2017年参加NFL选秀，被卡罗莱纳黑豹以首轮第8顺位选中。2019赛季，成为史上第3位在单赛季跑球和接球同时超过1000码的球员。他之后两个赛季饱受伤病困扰，总共只打了10场比赛。2022赛季中，旧金山49人以多个选秀权为代价，从重建中的黑豹队交易到麦卡弗里。他的加入将49人队的进攻效率从联盟中游立即提升到了联盟领先，并在当赛季取得了12连胜。